# Bill Goldberg
William Scott Goldberg (født d. 27. december 1966 i Tulsa, Oklahoma) er en amerikansk fribryder, der er kendt for den længste sejrsrække indenfor wrestling nogensinde, med 173 sejre i træk.

## World Championship Wrestling
Goldberg besluttede sig i 1996 for at blive wrestler, efter en karriere som amerikansk fodboldspiller. Han meldte sig ind i WCWs berygtede Power Plant og graduerede i sommeren 1997. I september debuterede han på WCW Monday Nitro under navnet Bill goldberg og besejrede Hugh Morrus på rekordtid, med en spear. Goldberg satte sig hurtigt fast i folks erindring, som monstret, der smadrede folk på rekordtid og havde et udseende, der mindede om WWF topstjernen Steve Austin. Sejrsrækken voksede og voksede, sammen med Goldbergs popularitet. Undervejs tog han den amerikanske titel fra Raven og senere verdensmesterskabet fra ikonet, Hollywood Hulk Hogan, foran et af de største live-publikum og TV-publikum nogensinde i wrestling historie. Goldbergs sejrsrække endte dog brat ved WCW Starrcade 1998, da Kevin Nash med hjælp fra Scott Hall og en stungun besejrede Goldberg. På nuværende tidspunkt har Goldberg ikke et godt forhold til hverken Nash eller Hall. Nash sad i bookingteamet da Goldberg tabte ved Starrcade, og mange mener at Goldberg mistede udstråling, da han tabte til Nash. Goldberg fortsatte dog med at vinde kampe, og de eneste wrestlere han nogensinde har tabt til er Kevin Nash, Scott Steiner, Lex Luger, Bret Hart og Triple H. I slutningen af 1999 blev Goldberg hårdt skadet, da han hamrede armen igennem ruden på en limousine. Dette skete kun 3 dage efter Goldberg, ved et uheld havde skadet Bret Hart med en hjernerystelse, der senere kostede ham karrieren.

### Comeback
Goldberg vendte tilbage i juni 2000 til enorm glæde fra publikum. Goldberg valgte dog at forråde publikum og blive en "bad guy". WCW har ofte fået kritik for at gøre dette, da denne rolle til Goldberg gik fuldstændig i kludder, og Goldberg blev igen en top babyface. Goldberg fortsatte med at irritere WCWs "leder", Vince Russo, og Russo udtalte, at hvis Goldberg nogensinde skulle have en titelkamp igen, skulle han overgå sin tidligere sejrsrække. Dette skete dog ikke, og i januar 2001 fik Goldberg igen et nederlag, da Lex Luger og Buff Bagwell snød sig til sejr ved WCW Sin 2001. Goldberg forsvandt fra WCW, og han blev ikke set igen, inden WCW lukkede i marts samme år.

## World Wrestling Entertainment
Goldberg debuterede i WWE med besked. Det gjorde han i marts, 2003, da han angreb ikonet The Rock. Publikum var ellevilde med Goldberg, men i ugerne op til WWE Backlash 2003, vendte publikum sig mod Goldberg – eller dvs. halvdelen gjorde. Det er tydeligt at i alle Goldbergs kampe, mens han var hos WWE, var publikum dybt uenige om Goldberg skulle hyldes eller hades. Goldberg vandt verdensmesterskabet ved WWE Unforgiven 2003 over Triple H. Han mistede dog titlen til Triple H igen, ved WWE Armageddon 2003. Goldberg kæmpede for første (og nok eneste) gang ved WrestleMania, i 2004. Her besejrede han Brock Lesnar, men forlod derefter WWE.

## Filmkarriere
Goldberg har medvirket i flere film, både mens han var wrestler, og siden han forlod WWE. Bl.a. har Goldberg medvirket i; Universal Soldier 2, Ready 2 Rumble, Looney Tunes: Back in Action, Santa's Slay og The Longest Yard. Han har også haft adskillige gæsteoptrædener i TV shows, bl.a. har han lagt stemme til en figur i en episode af Family Guy.

## Privat
Goldberg er jøde, og er født og opvokset i Tulsa, Oklahoma. Han er gift med stuntkvinden, Wanda Ferraton. Goldberg går utrolig meget op i biler, motorcykler og dyrevelfærd. Goldberg er privat venner med wrestlerne Sting, Brock Lesnar, Molly Holly og Steve Austin.

## Titler
- World Championship Wrestling
  - WCW World Heavyweight Championship
  - WCW United States Heavyweight Championship ×2
  - WCW World Tag Team Championship med Bret Hart

- World Wrestling Entertainment
  - World Heavyweight Championship

## Filmografi
- The Jesse Ventura Story (1999) som «Luger»
- Universal Soldier: The Return (1999) som «Romeo»
- Ready to Rumble (2000) som sig selv
- Looney Tunes: Back in Action (2003) som «Mr. Smith»
- The Longest Yard (2005) som «Battle»
- Santa's Slay (2005) som «Santa Claus»
- The Kid & I (2005) som sig selv
- Half Past Dead 2 (annonseret)

## TV-optrædener
- The Love Boat: The Next Wave (1998) i episoden «Captains Courageous» som «Lou 'The Pariah' Maguire»
- The Man Show (2000) i episoden «Holiday Show II»
- Yes, Dear (2002) i episoden «Walk Like a Man» som «Big Guy»
- Family Guy (2002) i episoden «Family Guy Viewer Mail #1» som «Angry Bus Passenger» (stemme)
- Arliss (2002) i episoden «In with the New»
- Kim Possible (2002) i episoden «Pain King vs. Cleopatra» som «Pain King»
- Punk'd (2003)
- Modern Marvels (2004) i episoden «Private Collections» som sig selv
- Desperate Housewives (2005) i episoden «My Heart Belongs to Daddy» som «Inmate #2»
- Automaniac (2005) som sig selv (programleder)
- The Contender (2005) i episoden «Who's Playing The Game?» som sig selv (ukrediteret)
- Pros vs. Joes (2006) som sig selv